# Фінал чемпіонату Європи з футболу 1964
Фінал чемпіонату Європи з футболу 1964 — футбольний матч, у якому визначався переможець чемпіонату Європи з футболу 1964. Матч відбувся 21 червня 1964 року на стадіоні Сантьяґо Бернабеу в Мадриді (Іспанія). У матчі зустрілися збірні Іспанії та СРСР. Гра завершилась з рахунком 2:1 на користь іспанців.

## Деталі матчу
| 21 червня 1964 18:30 (CET) |

| Іспанія                | 2 – 1    | СРСР        |
| ---------------------- | -------- | ----------- |
| Переда 6' Мартінес 84' | Протокол | 8' Хусаїнов |

| Сантьяго Бернабеу, Мадрид Глядачів: 79,115 Арбітр: Артур Голланд |

| Іспанія | СРСР |

| ВР              | 1  | Хосе Анхель Ірібар |
| ЗХ              | 2  | Фелісьяно Рівілья  |
| ЗХ              | 3  | Ферран Олівелья    |
| ЗХ              | 4  | Ісасіо Кальєха     |
| ПЗ              | 5  | Іґнасіо Соко       |
| ПЗ              | 6  | Хосеп Фусте        |
| НП              | 7  | Амансіо Амаро      |
| НП              | 8  | Хесус Марія Переда |
| НП              | 9  | Марселіно Мартінес |
| НП              | 10 | Луіс Суарес        |
| НП              | 11 | Карлос Лапетра     |
| Тренер:         |    |                    |
| Хосе Вільялонґа |    |                    |

| ВР               | 1  | Лев Яшин           |
| ЗХ               | 6  | Віктор Анічкін     |
| ЗХ               | 2  | Віктор Шустіков    |
| ЗХ               | 3  | Альберт Шестерньов |
| ЗХ               | 4  | Едуард Мудрик      |
| ПЗ               | 7  | Ігор Численко      |
| ПЗ               | 5  | Валерій Воронін    |
| ПЗ               | 10 | Олексій Корнєєв    |
| ПЗ               | 11 | Галімзян Хусаїнов  |
| НП               | 8  | Валентин Іванов    |
| НП               | 9  | Віктор Понєдєльнік |
| Тренер:          |    |                    |
| Костянтин Бєсков |    |                    |